# Cameroun aux Jeux paralympiques d'été de 2024
Le Cameroun participe aux Jeux paralympiques d'été de 2024 à Paris, en France du 28 août au 8 septembre 2024. Il s'agit de sa 4e participation à des Jeux paralympiques d'été.

## Nombre d’athlètes qualifiés par sport
Voici la liste des qualifiés et sélectionnés camerounais par sport :
| Sport        | Hommes | Femmes | Total |
| ------------ | ------ | ------ | ----- |
| Athlétisme   | 1      | 1      | 2     |
| Dynamophilie | 1      | 0      | 1     |
| Taekwondo    | 0      | 2      | 2     |
| Total        | 2      | 3      | 5     |

## Résultats

### Taekwondo
| Athlète                  | Catégorie    | Huitième de finale  | Quart de finale     | Repêchage 1         | Repêchage 2         | Demi-finale         | Match pour la médaille de bronze | Finale              | Rang |
| Athlète                  | Catégorie    | Adversaire Résultat | Adversaire Résultat | Adversaire Résultat | Adversaire Résultat | Adversaire Résultat | Adversaire Résultat              | Adversaire Résultat | Rang |
| ------------------------ | ------------ | ------------------- | ------------------- | ------------------- | ------------------- | ------------------- | -------------------------------- | ------------------- | ---- |
| Guileine Chemogne Teukam | Femmes -47Kg |                     |                     |                     |                     |                     |                                  |                     |      |
| Marie Antoinette Dassi   | Femmes -65Kg |                     |                     |                     |                     |                     |                                  |                     |      |